# Степове (Щастинський район)
Степове — селище в Україні, у Широківській селищній громаді Щастинського району Луганської області. Населення становить 184 осіб.

## Населення
За даними перепису 2001 року населення села становило 184 особи, з них 20,65% зазначили рідною мову українську, а 79,35% — російську.